# Pedro Lima
Pedro Henrique Cardoso de Lima (Brasil, 1 de julio de 2006), más conocido como Pedro Lima, es un futbolista brasileño que juega como defensa en el Wolverhampton Wanderers Football Club.

## Estadísticas

### Clubes
Actualizado al último partido disputado el 20 de noviembre de 2023.
| Club                  | Div.          | Temporada     | Liga  | Liga  | Liga   | Estatal | Estatal | Estatal | Copas nacionales | Copas nacionales | Copas nacionales | Copas internacionales | Copas internacionales | Copas internacionales | Total | Total | Total  |   |
| Club                  | Div.          | Temporada     | Part. | Goles | Asist. | Part.   | Goles   | Asist.  | Part.            | Goles            | Asist.           | Part.                 | Goles                 | Asist.                | Part. | Goles | Asist. |   |
| --------------------- | ------------- | ------------- | ----- | ----- | ------ | ------- | ------- | ------- | ---------------- | ---------------- | ---------------- | --------------------- | --------------------- | --------------------- | ----- | ----- | ------ | - |
| S. C. Recife · Brasil | 2.ª           | 2024          | 0     | 0     | 0      | 0       | 0       | 0       | 0                | 0                | 0                | —                     | 0                     | 0                     | 0     |       |        |   |
| S. C. Recife · Brasil | Total club    | Total club    | 0     | 0     | 0      | 0       | 0       | 0       | 0                | 0                | 0                | —                     | 0                     | 0                     | 0     | 0     | 0      | 0 |
| Total carrera         | Total carrera | Total carrera | 0     | 0     | 0      | 0       | 0       | 0       | 0                | 0                | 0                | —                     | 0                     | 0                     | 0     | 0     | 0      | 0 |